# Rubén Izaguirre
Rubén Izaguirre Rivera (Matamoros, 1943 – Brownsville, 18 giugno 1994) è stato un cestista messicano.

## Carriera
Con il Messico ha disputato i Campionati mondiali del 1963.